# Pentelényi Tamás
Pentelényi Tamás (Budapest, 1939. február 25. − Budapest, 2025. február 9.) nyugalmazott idegsebész osztályvezető főorvos, kandidátus. Pentelényi János (1911–1996) mérnök, autótervező unokaöccse.

## Szakmai tevékenység
Az orvostudományok kandidátusa Budapesten, az Országos Traumatológiai Intézet Idegsebészeti Osztályának vezetője volt 1986-2005 között. A Nemzetközi Biográfiai Központ főigazgató helyettese (Cambridge, Anglia), az Amerikai Biográfiai Intézet nagykövete (Raleigh, North Carolina), a Magyar-Japán Kormányközi Kutatási Program neurotraumatologiai vezetője, számos amerikai egyetem meghívott visiting professzora.
Munkásságához kapcsolódott számos új eljárás bevezetése a súlyos agysérültek komplex kezelésében és a korszerű gerincsebészet elindításában. Magas szintű klinikai és tudományos tevékenységének, valamint kiemelkedő nemzetközi aktivitásának köszönhetően váltak ismertté és megbecsültté világszerte a magyar neurotraumatologia eredményei. Mindezek alapján választották meg a XXI. század 500 géniusza közé Amerikában.

## Fokozatok
- Az orvostudomány kandidátusa: 1979.

## Publikációi
Tudományos közleményeinek száma 204, előadásainak száma 750.
- Pentelényi Tamás: Agysérülés hatása a szénhidrátanyagcserét jellemző éhomi vércukor és hormonszintek alakulása (kandidátusi értekezés tézisei, Budapest, 1978.) p. 14
- Zsolczai Sándor – Pentelényi Tamás: Szemlélet- és módszerváltás a súlyos thoracolumbalis gerincsérülések akut sebészi ellátásában (in: Ideggyógyászati Szemle 2003/1-2. [56.])
- Csókay András – Takáts Lajos – Papp Vilmos – Sipőcz Gusztáv – Bobest Mátyás – Nagy László – Pentelényi Tamás: >>Nyitott fal<< és éralagút képzés nagy oedemával járó agydaganatok eltávolításában (in: MOTESZ magazin 2003/1. pp. 13-14.)
- Pentelényi Tamás (szerk.): Pentelényi János emlékezete (Lilli Kiadó, Budapest, 2011.) p. 61
- Pentelényi Tamás (szerk.): A világ nagy katedrálisai (előadás-sorozat. 2009.)